# Sabord
Pour les articles homonymes, voir Sabord (homonymie).

Exemple de sabord typique d'une batterie de 36 livres sur un vaisseau du XIXe siècle.

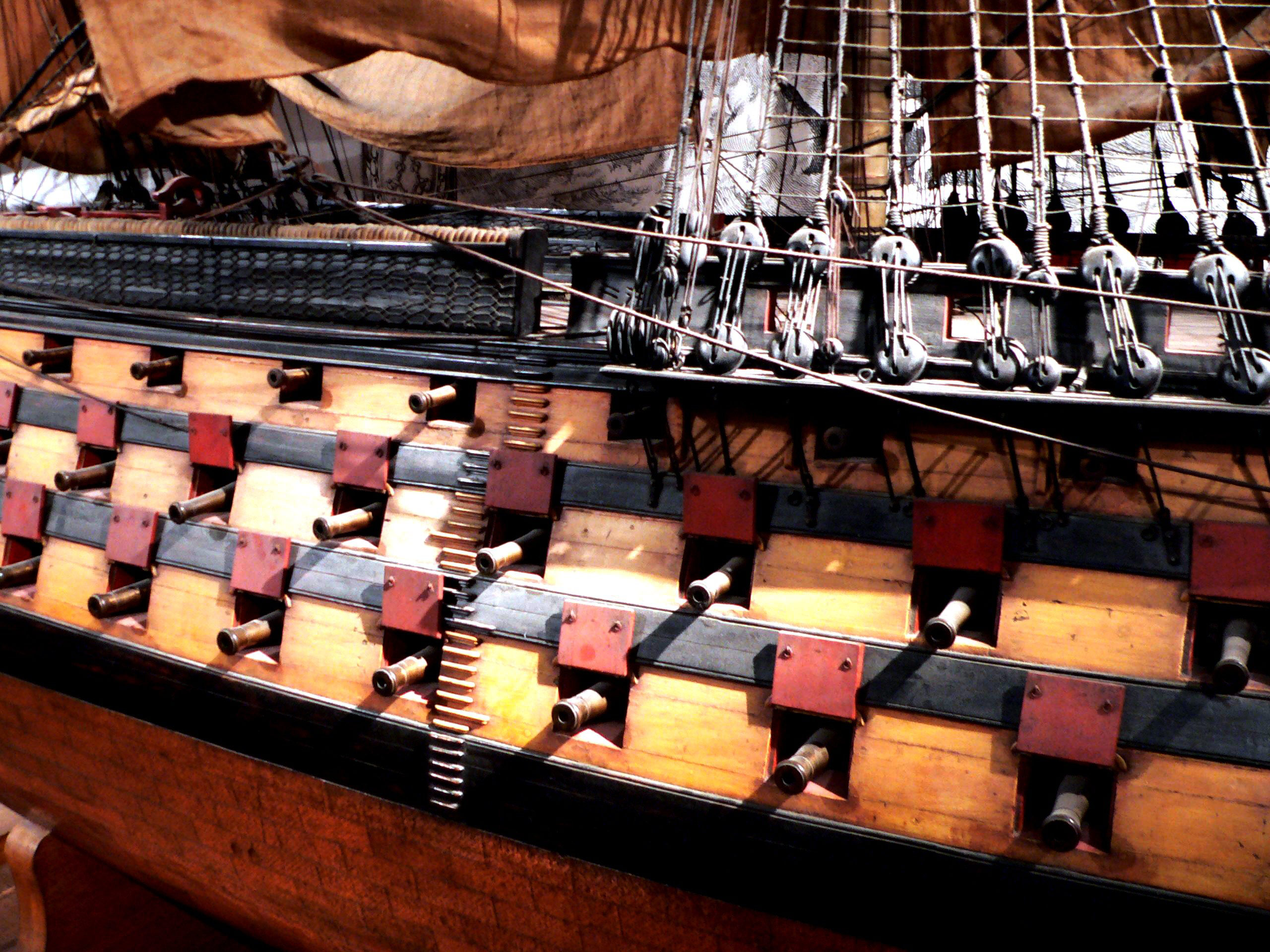
Rangées de sabords ouverts avec le mantelet relevé, sur le modèle réduit du trois-ponts l’Océan (musée de la Marine).

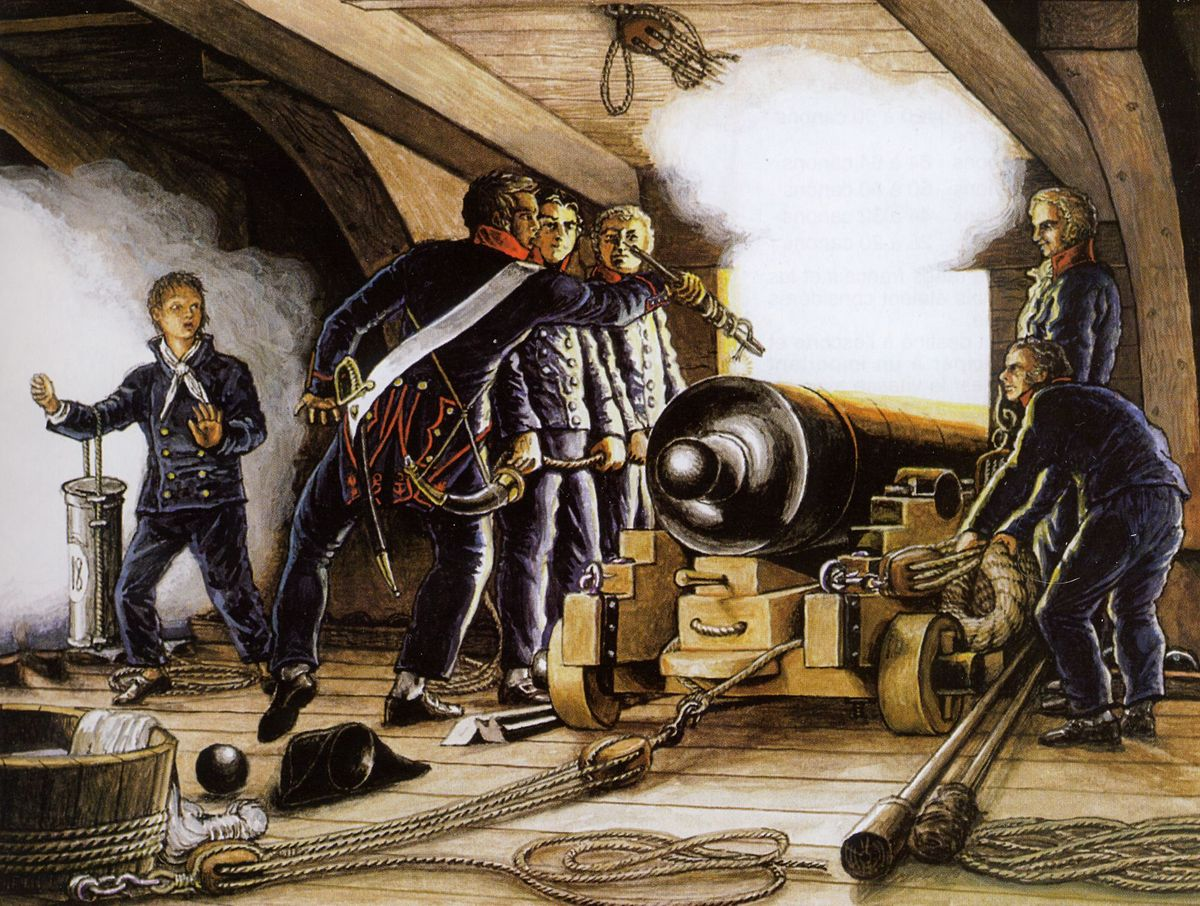
Les sabords sont espacés avec soin pour permettre à l'équipage de manœuvrer les canons et ne pas endommager la coque lors du recul de l'arme.

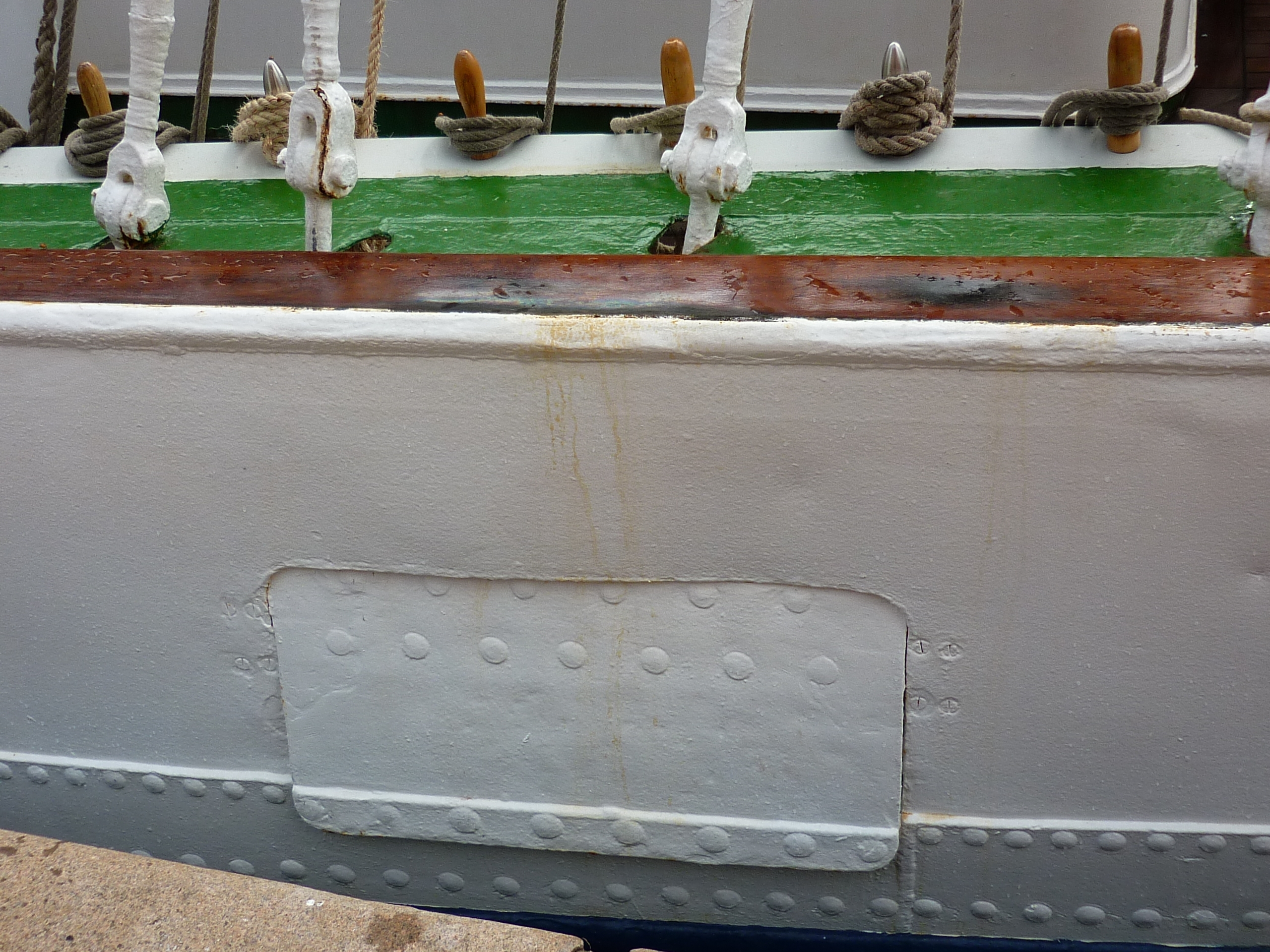
Sabord de décharge.

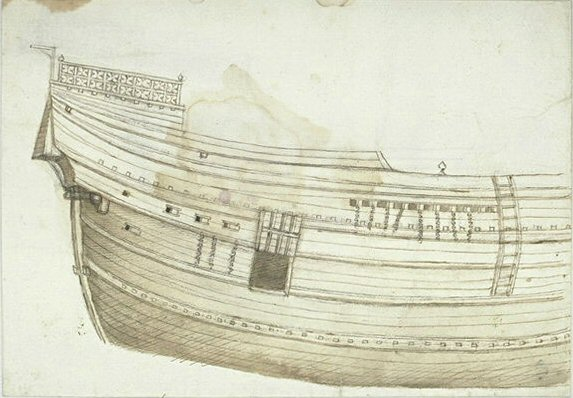
Dessin d'une nef du XVe siècle laissant entrevoir un sabord.

Le sabord est un terme d'architecture navale désignant une ouverture dans le flanc d'un navire, par laquelle passent les fûts de canons, les avirons ou simplement une prise d'air. Le sabord est refermé par un volet appelé mantelet de sabord.
L'origine du sabord n'est pas établie avec précision mais elle est liée à l'apparition de l'artillerie à poudre sur les navires au XIVe-XVe siècle.
Sur les galères, le terme de portel était employé pour désigner les sabords,,.

## Historique
L’apparition du sabord est difficile à dater. En France, on l’a souvent attribué au maître charpentier François Descharges (ou Deschenges) à Brest, en 1501. Une thèse qui aujourd’hui ne tient plus, compte tenu de l’évolution des navires à cette époque et des besoins de l’artillerie à poudre, utilisée déjà depuis longtemps en combat naval. Un carreau en terre cuite représente clairement une caravelle portugaise porteuse d’un sabord en 1498. Une relation du siège de Rhodes imprimée à Ulm en 1496 fait pareillement état d’un navire percé de 10 sabords. En 1402, Béthencourt a déjà des sabords sur son navire, puisque Isabelle des Canaries est jetée à la mer, dit-il, « par le sabort de la nef ». En fait, il y a fort à parier que le sabord est apparu au XIVe siècle. En 1386, le chroniqueur Froissart signale un gros vaisseau armé de « trois canons qui jetaient carreaux si grands que là où ils tombaient, ils perçaient tout et faisaient grands dommage ». En 1380, un Doria est tué à bord de son navire dans les guerres entre Gênes et Venise (Chioggia) par une décharge d’artillerie de marine. En 1340, à la bataille de l’Écluse, cinq nefs françaises portent une artillerie assez puissante pour couler plusieurs navires anglais. La puissance d’un canon (calibre, portée) est aussi déterminée par son poids. Si les premières pièces d’artillerie, signalées en combat naval en 1304, ne pesaient guère et pouvaient donc être installées sur le château avant, – ce qui correspondait à la tactique de l’époque qui voulait qu’une attaque se fasse en présentant la proue – leur alourdissement a forcément abouti à les déplacer sur les flancs pour ne pas déséquilibrer le navire. Il est donc invraisemblable que les canons, déjà pesants à partir du milieu du XIVe siècle, aient attendu 1501 pour passer leur gueule à travers la coque des navires. L’invention du sabord est probablement concomitante dans plusieurs pays (Portugal, Espagne, Angleterre, France, Flandre). Elle est rendue possible par une hauteur suffisante au-dessus de l’eau, mais telle néanmoins qu’on doit pouvoir fermer le sabord lorsqu’il n’est pas utilisé, d’où le problème du calfatage des interstices.
Le sabord permet d’embarquer une artillerie de gros calibre ; dès le XVe siècle, il accentue la différence entre navire de guerre et bâtiment de commerce. Le tandem sabord-canon condamne, à plus ou moins long terme, la galère traditionnelle qui ne peut porter que quelques pièces d’artillerie sur l’avant à cause de l’espace utilisé par les rameurs sur les flancs. Il entraîne aussi une lente modification des navires avec l’abandon progressif des gaillards avant et arrière monumentaux devenus inutiles. Au XVIIe siècle, avec la tactique de la ligne de file, les « murailles de bois » des grandes flottes de guerre hollandaise, anglaise et française s'ouvrent de plusieurs milliers de sabords au moment du combat. Les sabords sont placés à égales distances (environ 8 à 9 pieds : 2,40 m à 2,70 m ; 11 à 13 pieds sur la Couronne de 1636 ; 2,46 m au milieu du XIXe siècle) et ne doivent jamais être percés les uns au-dessus des autres dans les vaisseaux qui ont plus d’une batterie, afin de ne point trop fragiliser la coque qui doit être adaptée à la violence du choc provoqué par le recul des pièces. Leur grandeur doit être proportionnée au calibre des canons (1 m2 pour le plus grand). Selon le père Fournier (1643), en France, en Angleterre et en Hollande, on ferme les sabords par le haut, avec les mantelets, et en Espagne par le côté, comme un volet, notamment ceux de la batterie basse, et avec des « faux sabords » pour les autres. Certains bateaux construits à clin, comme la Mary Rose, doivent être reconstruits à franc-bord pour pouvoir être munis de sabords d’artillerie. Les sabords permettent aussi d'aérer les vaisseaux sur lesquels s'entassent des centaines de matelots dans la plus grande promiscuité (de sept-cent-cinquante à huit cents hommes sur un 74 canons, mille sur un 100 canons).
Lorsque le temps devient mauvais, il faut fermer les sabords de la batterie basse sous peine d’embarquer des paquets de mer et de risquer le naufrage, comme la Mary Rose en 1545, et le Vasa, en 1628, qui chavirent brutalement après un coup de vent, les deux navires étant par ailleurs mal équilibrés car trop chargés dans les hauts. En 1759, à la bataille des Cardinaux, la Marine française perd un vaisseau, le Thésée, après un virement de bord trop serré mené dans la houle sabords ouverts. En 1778, à la bataille d’Ouessant, l’escadre française réussit à se positionner favorablement en prenant le vent des Anglais, mais comme le temps se dégrade et que les vaisseaux prennent une forte gîte, il faut fermer les sabords bas, ce qui prive grosso modo les navires d’un tiers de leurs canons pour les trois-ponts, de la moitié pour les deux-ponts, et de beaucoup plus en puissance de feu car ce sont les pièces les plus lourdes. 

Trois vues d'une maquette de poste de tir de carronade, avec double mantelet.
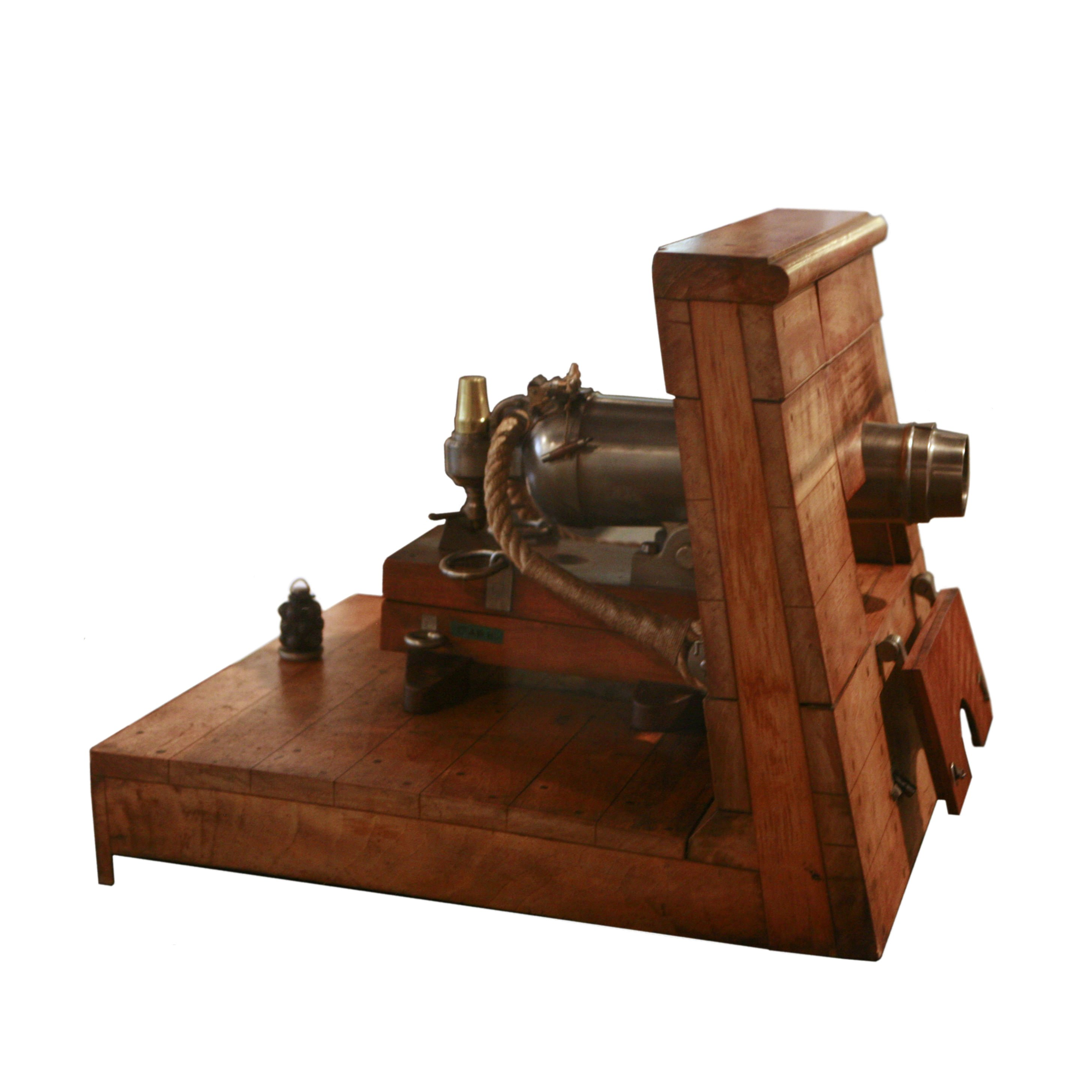
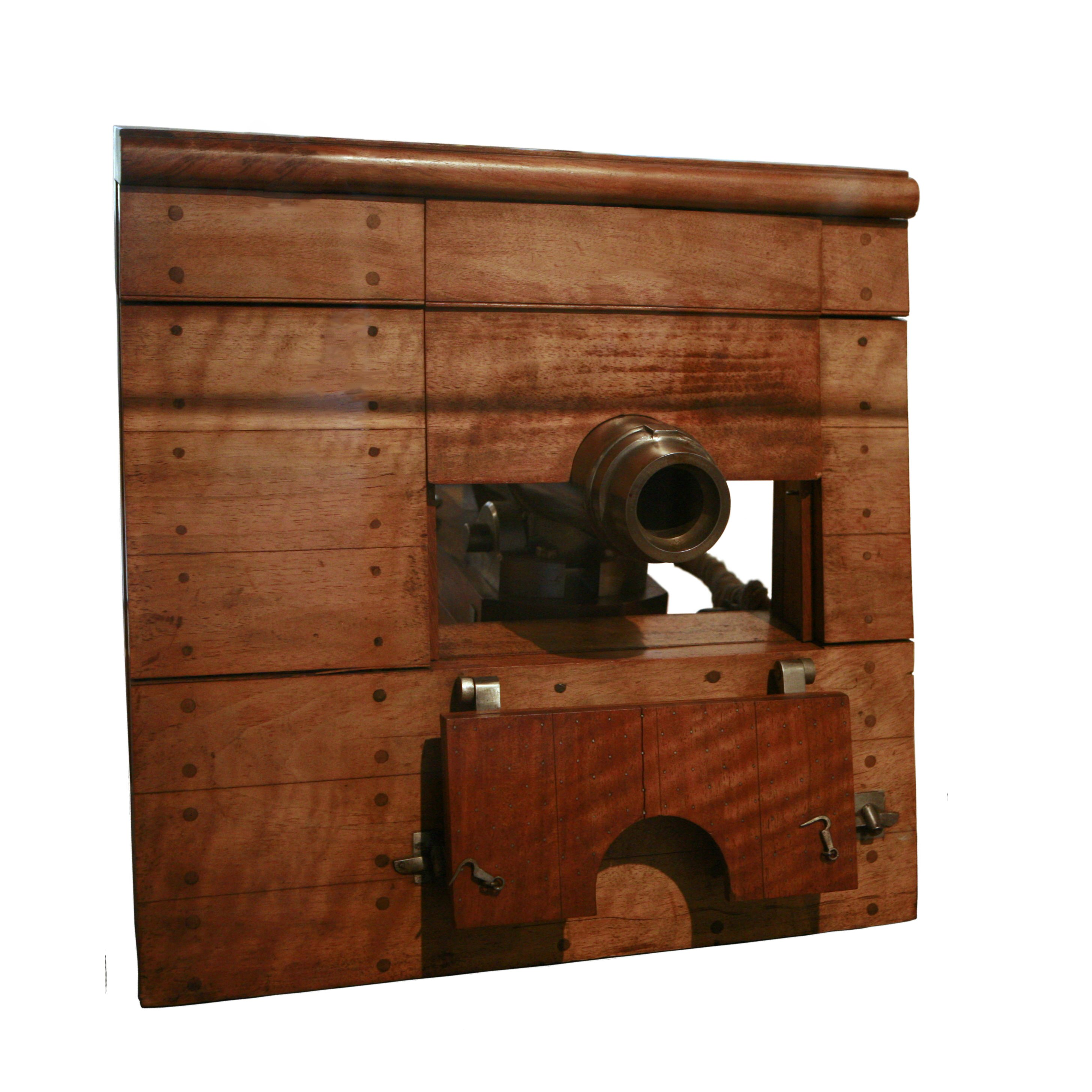
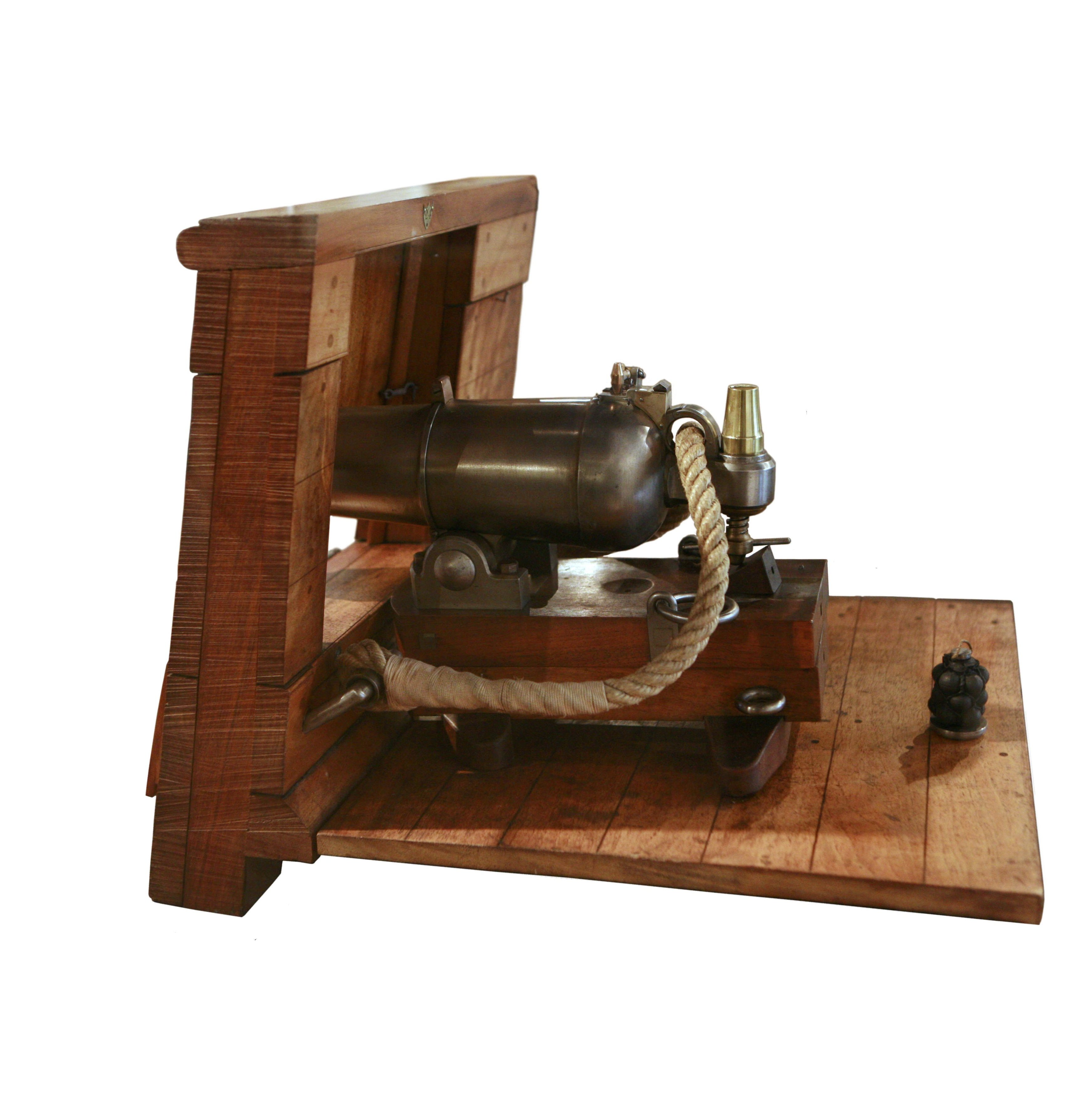

On appelle « sabord de chasse » celui de l’avant, « sabord de retraite » celui de l’arrière, « sabord de charge » une porte de côté utilisée pour embarquer les fardeaux, et enfin « sabord de nage » celui occupé par le passage d’un aviron. On parle aussi de « sabord d'arcasse » pour une ouverture faite dans la poupe. Dans les dernières décennies du XIXe siècle, les sabords disparaissent peu à peu des vaisseaux de guerre qui se cuirassent de métal et placent leurs canons dans des tourelles. On donne enfin le nom de sabord à toute ouverture provoquée dans la muraille d’un navire par un coup de canon, par le heurt d’un récif, ou bien encore pratiquée volontairement pour couler le navire afin qu’il échappe à l’ennemi : on dit alors qu’on le « saborde ». Certains sabordages ont marqué l’histoire navale, comme celui de l’escadre russe à Sébastopol en 1854, celui de la flotte allemande à Scapa Flow en 1919, ou celui de la flotte française à Toulon en 1942. 
Lorsque ces ouvertures sont pratiquées dans le pavois afin de permettre l'évacuation de l'eau accumulée sur le pont, elles sont appelées « sabords de décharge » ou « sabords de pavois ». Ces dernières montées sur un axe horizontal s'ouvraient uniquement vers l'extérieur (clapets de non-retour). Il ne faut pas les confondre avec les dalots qui sont des trous pratiqués dans le pont et débouchant sur le bordé de muraille, mais tenant également le rôle d'évacuation de l'eau. De nos jours on appelle également « sabord » une ouverture rectangulaire vitrée dans les superstructures. Le mot « hublot » étant réservé à une ouverture circulaire vitrée, généralement munie d'un contre-hublot (ou contre-tape) métallique de protection. Ces termes correspondant à terre à « fenêtre » et « volet ».